# Sagberg (Purkersdorf)
Der Sagberg ist ein 435 m ü. A. hoher Berg im Westen der Gemeinde Purkersdorf in Niederösterreich.
Er befindet sich nördlich der Mündung des Tullnerbaches in den Wienfluss und wird im Süden von zahlreichen Siedlungen gesäumt, namentlich der Neuwirtshaussiedlung, der Richter-Minder-Siedlung und der Sagbergsiedlung. Um den Sagberg führt der Wildgansweg, der an Anton Wildgans erinnert, der hier mit seiner Familie einige Sommer verbrachte. Der Weg wurde im Oktober 1931 zum 50. Geburtstag von Wildgans in seinem Beisein eröffnet. Heute sind entlang der Strecke Schautafeln mit Zitaten von Wildgans und Bildern aus seinem Leben und Schaffen aufgestellt.